# Ornitofobia
L'ornitofobia (dal greco όρνις, uccello, e φόβος, paura) è l'avversione, la reazione negativa o la paura verso gli uccelli.

## Descrizione
È un tipo di fobia specifica, il che significa che è di natura irrazionale. Molti ornitofobi hanno solo un'avversione per determinate specie di uccelli, come nel caso dell'anatidaephobia (paure delle anatre) e dell'alexktorophobia  (paura dei polli). L'ornitofobia può essere lieve, cioè una leggera tendenza ad evitare gli uccelli e i loro habitat (es. parchi, voliere, ecc.), fino ad arrivare a una grave ansia nei confronti degli uccelli. Trattandosi della paura di un animale, l'ornitofobia è un tipo di zoofobia.

## Cause
L'ornitofobia può provenire da molte fonti e si sviluppa più comunemente durante l'infanzia. Il semplice battito delle ali è un'altra origine della paura, che di solito porta la persona a non avere un'avversione per gli uccelli incapaci di volare (ad esempio l'emù, il rhea, lo struzzo, il pinguino e simili). Una fonte comune di origine è un'esperienza traumatica, ad esempio una ferita da un uccello durante l'infanzia.
L'ornitofobia può rimanere per tutta la vita, se non si interviene. La maggior parte dell'ornitofobia è facilmente trattabile con la terapia o con l'ipnosi. Casi di ornitofobia occasionalmente possono essere attivati tramite fotografie e/o altre fonti come registrazioni visive.

## Persone legate all'ornitofobia
Il rapper americano Marshall Mathers (Eminem), ha affermato di soffrire di un tipo di ornitofobia, in particolare la paura dei gufi. Anche David Beckham ne soffre. L'attrice Scarlett Johansson ha affermato di soffrire di ornitofobia, a causa delle parti del corpo di un uccello. Dopo aver lavorato al film La mia vita è uno zoo, ha detto: "Ho solo paura degli uccelli, qualcosa riguardo alle ali, ai becchi e allo sbattimento". Altre persone con la paura sono:
- Ingmar Bergman[3]
- Niall Horan[4]
- Chris Fehn[5]
- Lucille Ball[6]